# Careproctus lacmi
Careproctus lacmi és una espècie de peix pertanyent a la família dels lipàrids.

## Hàbitat
És un peix marí i batidemersal que viu entre 3.817 i 3.931 m de fondària.

## Distribució geogràfica
Es troba al mar de Scotia.

## Observacions
És inofensiu per als humans.